# Yo-yo
Pour les articles homonymes, voir Yo-yo (homonymie).
Le yo-yo ou yoyo est un jeu constitué de deux hémisphères aplatis, réunis par un axe autour duquel s’enroule une ficelle dont l’une des extrémités s’attache au doigt ou est retenue par la main.
Le jeu consiste à lancer le yo-yo et à le ramener dans un va-et-vient continu. Il existe d’autres figures plus complexes qui demandent plus de virtuosité. Le yo-yo est aussi appelé émigrette, jeu de Coblence ou bien encore joujou de Normandie.

## Historique
Le yo-yo est considéré comme le jouet le plus ancien du monde après la toupie[réf. nécessaire]. Son origine est inconnue. Son nom viendrait d'une des langues du groupe malayo-polynésien parlées aux Philippines. Il était connu en Grèce il y a plus de deux mille ans.

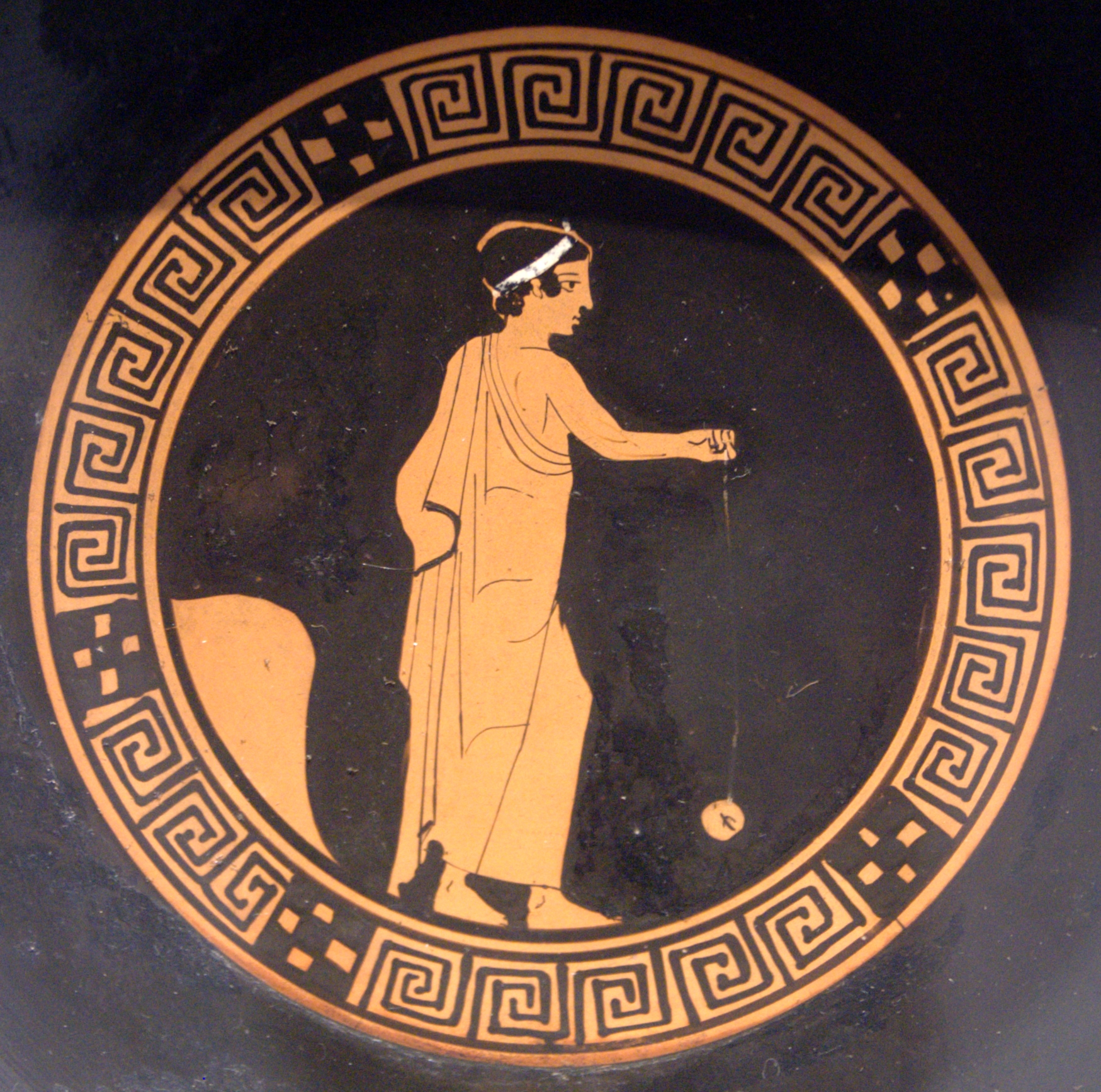
Garçon jouant au yo-yo, kylix attique, v. 440 av. J.-C., Antikensammlung Berlin (F 2549).

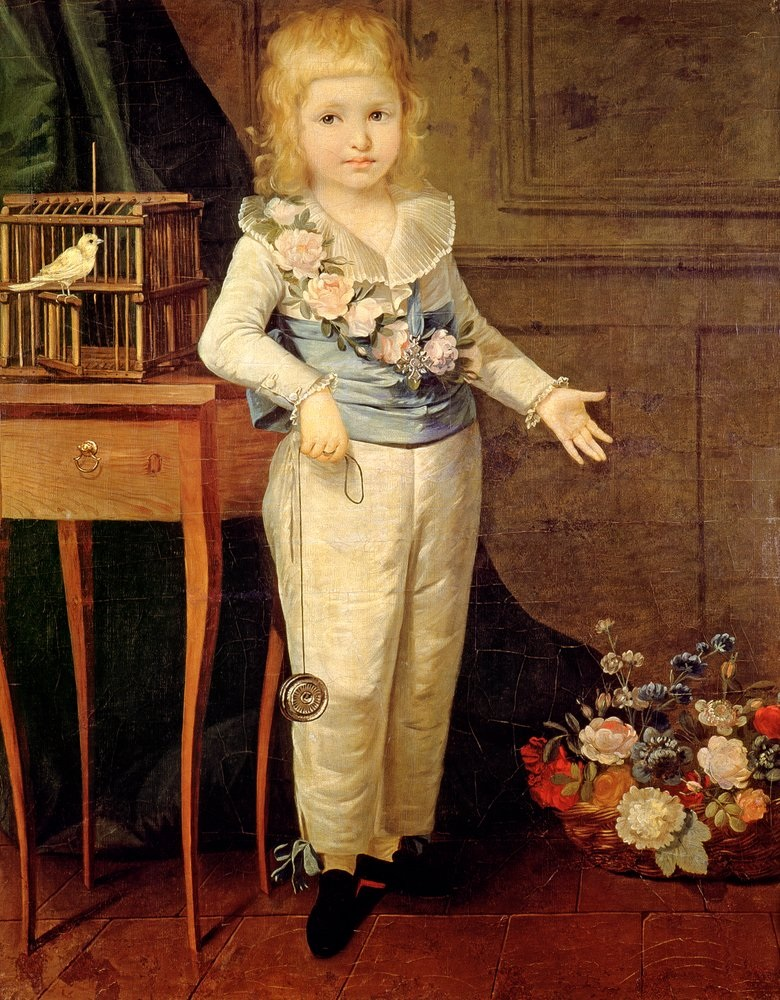
Enfant jouant à l’émigrette
(portrait présumé de Louis XVII),
1789, Elisabeth Vigée-Lebrun,
musée Leblanc-Duvernoy (Auxerre).

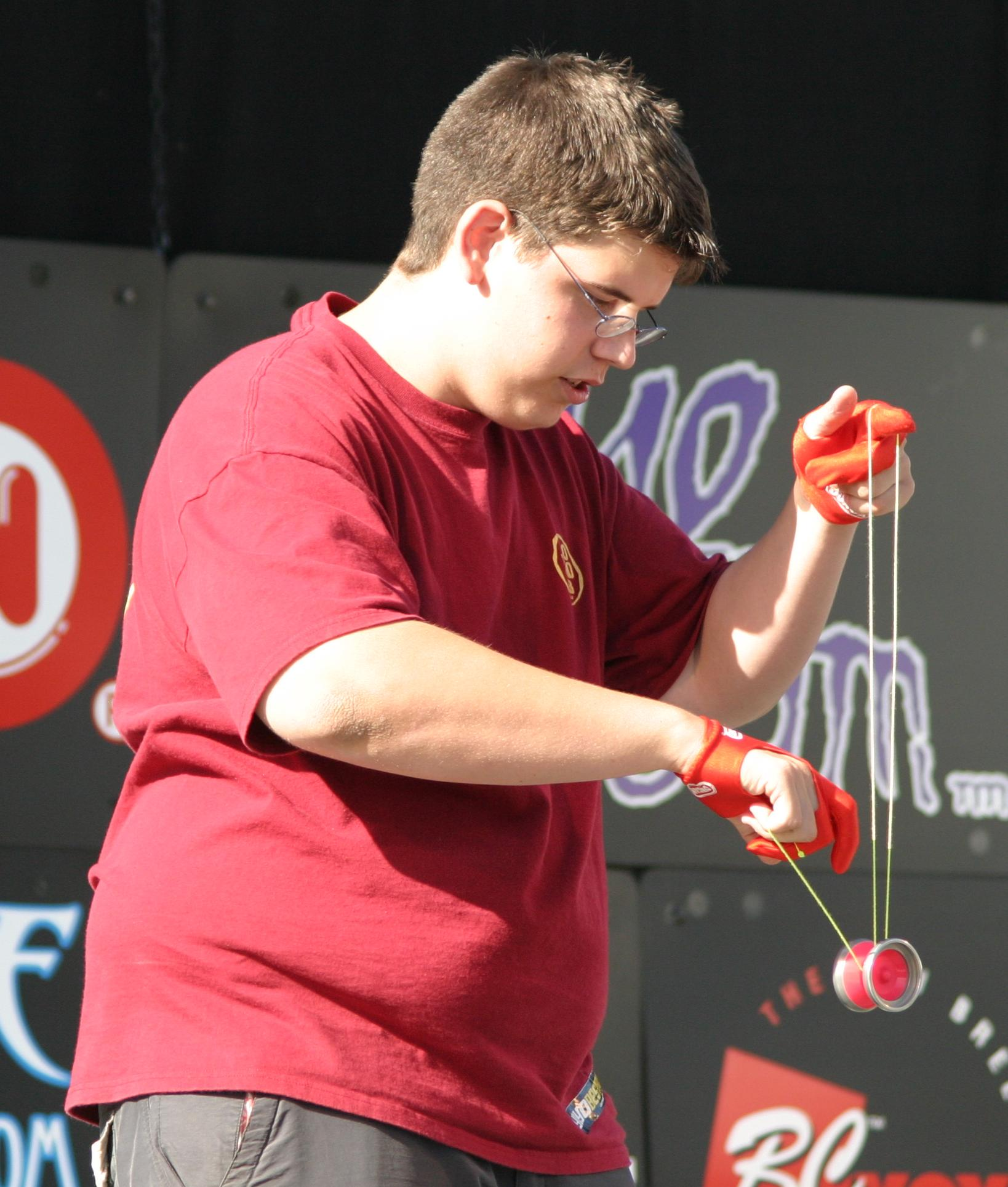
Concours de yo-yo aux États-Unis.

À la fin du XVIIIe siècle, les Britanniques connaissaient le jeu sous le nom de bandalore. Apporté en France par les  émigrés de la Révolution française, il est appelé émigrant ou émigrette. Jeu à la mode dans les années 1920, le nom yo-yo est déposé en 1930 par un Américain, Donald Duncan, qui le commercialise à grande échelle.
Aux États-Unis, la passion du yo-yo connaît son apogée vers 1962 : Duncan en vend cette année-là 45 millions, alors que le pays ne compte que 40 millions d'enfants. Dans les années 1980, il revient à la mode sous forme d’objets publicitaires en plastique d’environ 5 cm de diamètre: le Roll'in Russel lancé par  les marques Coca-Cola, Sprite et Fanta en 1985. En 1999, la société japonaise Bandai relance la mode du yo-yo grâce à une campagne de marketing ciblant les adolescents : distribution gratuite aux leaders d’opinion dans les collèges, formations de « pros », organisation de concours et démonstrations de rues.
Ce regain d’intérêt s’accompagne d’une innovation technique : le jouet est équipé de petites masselottes qui solidarisent le moyeu du corps du yo-yo. Quand celui-ci tourne suffisamment vite, les masselottes se dégagent du moyeu sous l’effet de la force centrifuge, permettant au yo-yo de tourner en roue libre. On parle alors de yo-yo débrayable. Les yo-yo des années 1980 permettent également de faire de la roue libre grâce à une technique particulière de fixation de la ficelle. Cela augmente cependant la difficulté d’utilisation du jouet : le yo-yo étant toujours en roue libre, il faut réussir à faire adhérer la ficelle au moyeu à l’aide d’un mouvement sec du poignet pour qu’il remonte.
Depuis les années 2000 néanmoins, un nouveau style de jeu s'est développé, qui rencontre un succès grandissant : il s'agit du jeu dit « non responsif ». La plupart des yo-yos modernes ont en effet ceci de particulier qu'ils ne remontent plus sur un simple geste du poignet mais nécessitent l'apprentissage d'un trick (figure) appelé bind return (retour lié) pour pouvoir retourner dans la main du joueur.
De nombreux styles se sont développés au cours des années, chaque style ayant des spécificités et un jeu lui étant propre. Les principaux styles sont listés ci-dessous.
1. 1A : le yo-yo est attaché à la main du joueur, qui effectue des tricks en faisant interagir le yoyo et la corde.
2. 2A : le joueur tient deux yo-yos, un dans chaque main, et effectue des looping tricks (rotations) de manière synchronisée.
3. 3A : tout comme le 2A, le joueur tient un yo-yo dans chaque main, mais effectue des tricks comparables au 1A (string tricks) en y ajoutant l'interaction entre les deux yo-yos.
4. 4A ou offstring : le 4A peut être comparé au 1A mais également au diabolo, à la différence que le yo-yo n'est pas rattaché à la corde.
5. 5A ou freehand : dans le 5A, le yo-yo est rattaché à la corde, mais la corde n'est pas rattachée au doigt mais à un contrepoids que le joueur pourra lâcher afin de le faire interagir avec la corde et le yo-yo.

## Dans la fiction
- Le film d'animation Fantasia 2000 des studios Disney, sorti en 1999, consiste en plusieurs courts-métrages musicaux. L'un d'eux, d'après Le Carnaval des animaux de Camille Saint-Saëns, a pour personnage principal un flamant rose qui agace ses congénères à cause de sa manie de jouer au yoyo.
- L’héroïne de la série policière japonaise Sukeban Deka et des séries télévisées et films dérivés (dont Tokyo Girl Cop) utilise comme arme secrète un dangereux yo-yo en métal, emblème de la série.
- Dans la série Dr House, Gregory House joue régulièrement au yo-yo durant ses séances de diagnostic.
- Dans le manga Hunter × Hunter, le personnage de Kirua utilise deux yo-yos en métal combinés à de l'électricité comme armes de combat.
- Dans le manga Reborn!, le personnage Chikusa Kakimoto utilise deux yo-yos en métal appelés "Yo-Yos hérrison" : ses yo-yos qu'il manipule habituellement et habilement peuvent projeter des aiguilles. Dans l'avenir, ses aiguilles vont également représenter des flammes de volonté de la pluie.
- Dans la série télévisée d'animation Miraculous, les aventures de Ladybug et Chat Noir, l’héroïne Labybug utilise un yoyo magique à la fois comme objet offensif et défensif, pour communiquer avec Chat Noir et pour purifier les personnages sous l'emprise du Mal.
- Dans la série animée Steven Universe, la fusion Smoky Quartz utilise jusqu'à trois yo-yos, composés du fouet d'Améthyste et du bouclier de Steven.
- L'épisode 15 de la saison 3 des Simpson a pour thème les yo-yo et les campagnes de promotion dans les écoles.
- Ness, dans le jeu vidéo EarthBound, utilise le yo-yo dans Super Smash Bros. en guise d’attaque Smash.
- Mike, le héros du jeu vidéo StarTropics, utilise son yo-yo pour combattre (le yo-yo est rebaptisé Island Star sur la Console virtuelle).
- Bridget, mercenaire transgenre, de la série de jeux-vidéos Guilty Gear, utilise un yo-yo pour combattre.